# غابرييل أغبونلاهور
غابرييل أغبنلاهور (بالإنجليزية: Gabriel Agbonlahor)، من مواليد 13 أكتوبر 1986 في برمنغهام في إنجلترا، لاعب كرة قدم إنجليزي.
بدأ مسيرته الكروية مع نادي أستون فيلا في عام 2005، وأعير في عام 2005 إلى نادي واتفورد، ولعب معهم مباراتين، وفي عام 2005 أعير إلى نادي شيفيلد وينزداي، ولعب معهم 8 مباريات، وهو يلعب حاليا مع نادي أستون فيلا.

## مسيرته الكروية
لعب غابرييل أغبونلاهور خلال مسيرته الاحترافية مع 3 أندية في خمسة عشر موسمًا وسجل خلالها 75 هدفًا ضمن 351 مباراة. ولم يفز بأي موسم بالكأس أو بالدوري.
خاض غابرييل أغبونلاهور مسيرته مع نادي أستون فيلا في موسم 2005–06 ليلعب معه ثلاثة عشر موسمًا، مشاركًا في 341 مباراة سجل خلالها 75 هدفًا.

## روابط خارجية
- غابرييل أغبونلاهور على موقع الاتحاد الدولي (مؤرشف)  (الإنجليزية)
- غابرييل أغبونلاهور على موقع قاعدة بيانات كرة القدم.إي يو (الإنجليزية)
- غابرييل أغبونلاهور على موقع ليكيب (الفرنسية)
- غابرييل أغبونلاهور على موقع ناشيونال فوتبول تيمز (الإنجليزية)
- غابرييل أغبونلاهور على موقع Soccerbase.com (لاعب) (الإنجليزية)
- غابرييل أغبونلاهور على موقع Soccerway.com (الإنجليزية)
- غابرييل أغبونلاهور على موقع عالم كرة القدم.نت (الإنجليزية)
- غابرييل أغبونلاهور على موقع كووورة
- غابرييل أغبونلاهور على موقع AS.com (الإسبانية)